# Grez-sur-Loing
Grez-sur-Loing (francouzská výslovnost: [gʁe syʁ lwɛ̃], doslova Grez na Loingu; dříve Grès-en-Gâtinais, doslova Grès v Gâtinais) je obec v departementu Seine-et-Marne na severu střední Francie.

## Památky
- Kostel Notre-Dame et Saint-Laurent (kostel Panny Marie a svatého Vavřince) byl kostel převorství závislého na opatství svatého Petra v Sens. Pochází z 12. století a nachází se v něm několik hrobek ze 16. století.
- Věž Ganne, postavená Ludvíkem VI. Tlustým v roce 1127, současně s hradem.
- Starý most, postavený mezi 12. a 14. stoletím.
- Tacot des Lacs, úzkorozchodná historická železnice jezdící kolem jezer u řeky Loing.

Památky
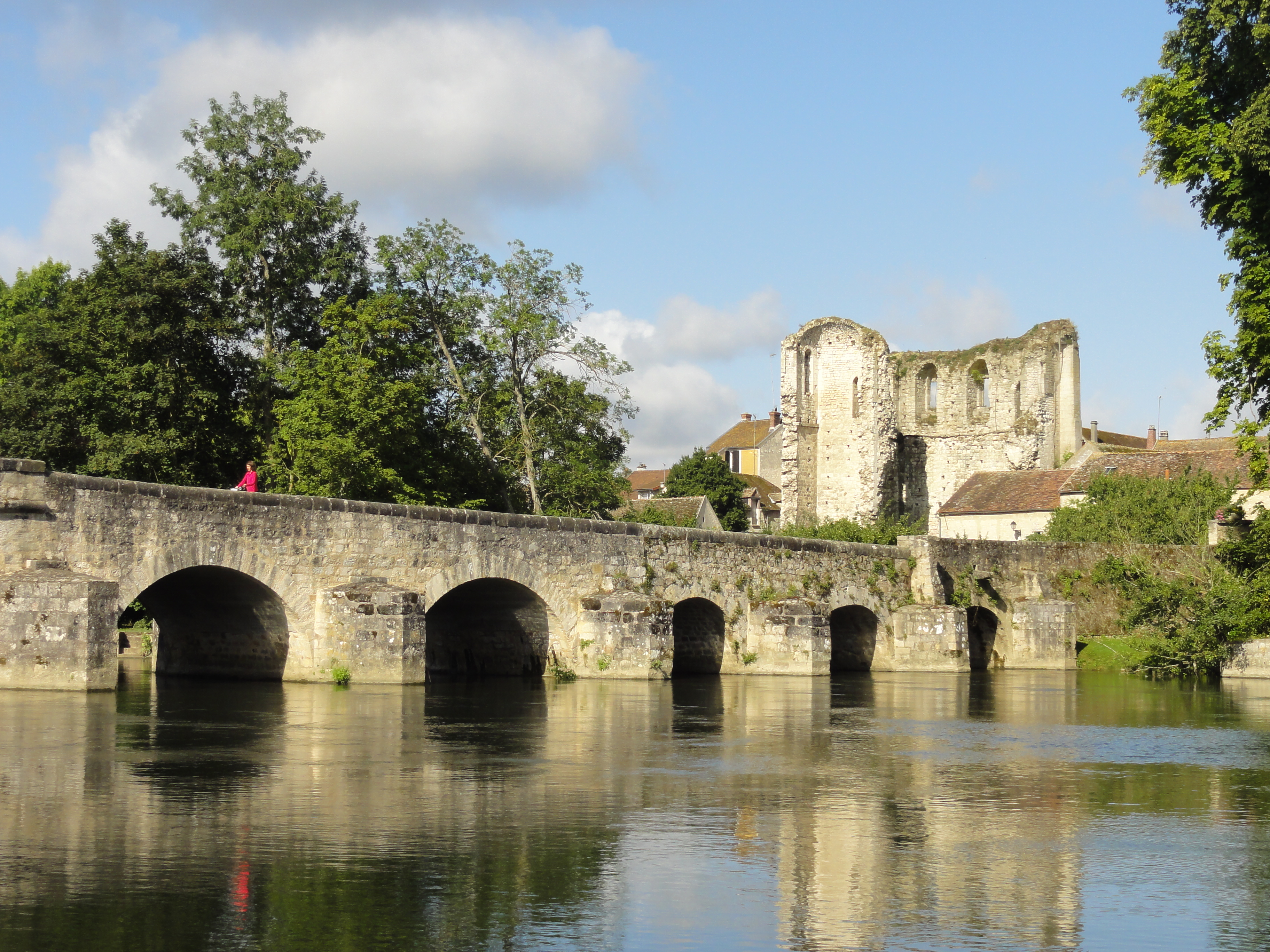
Grez sur Loing
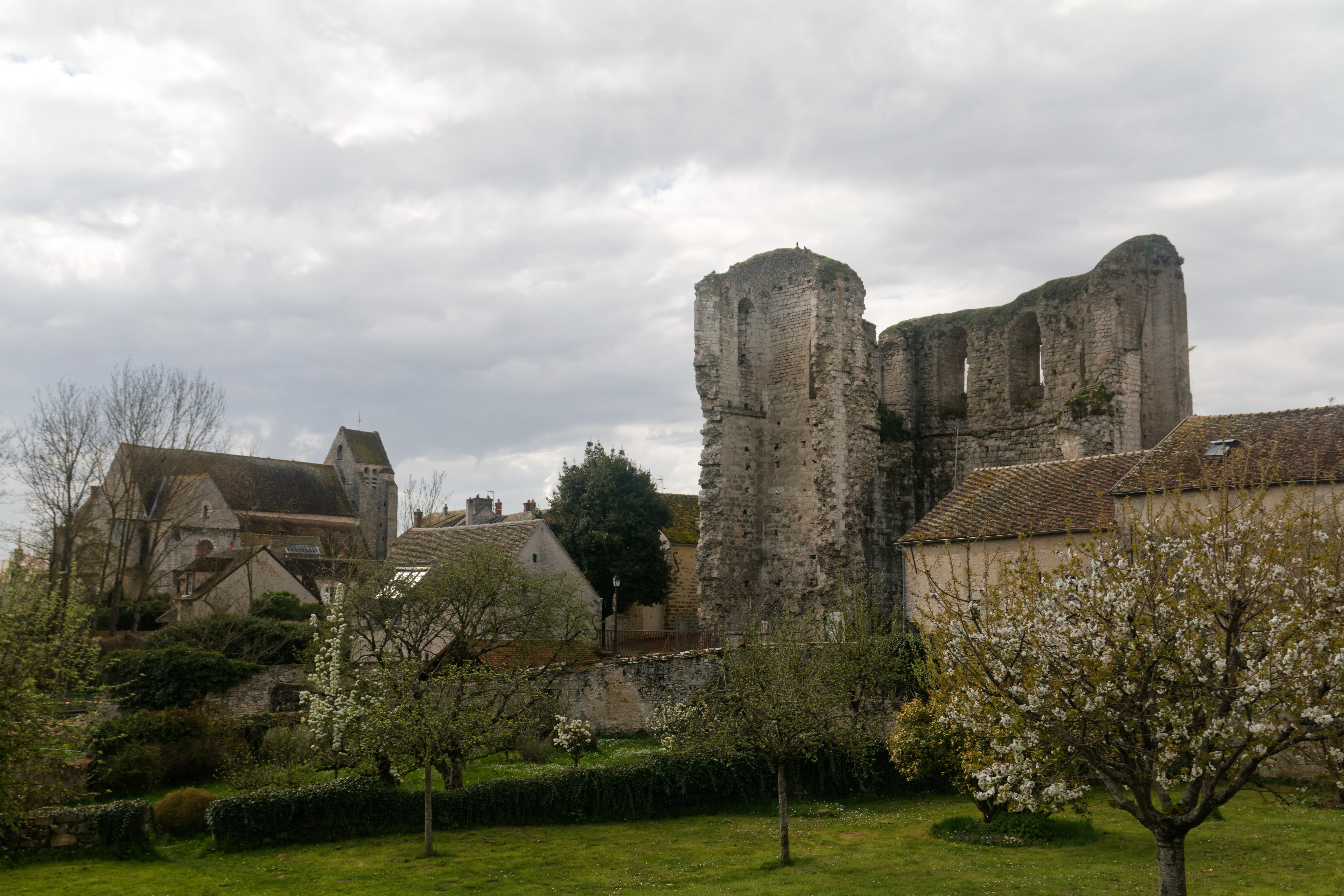
Věž Ganne
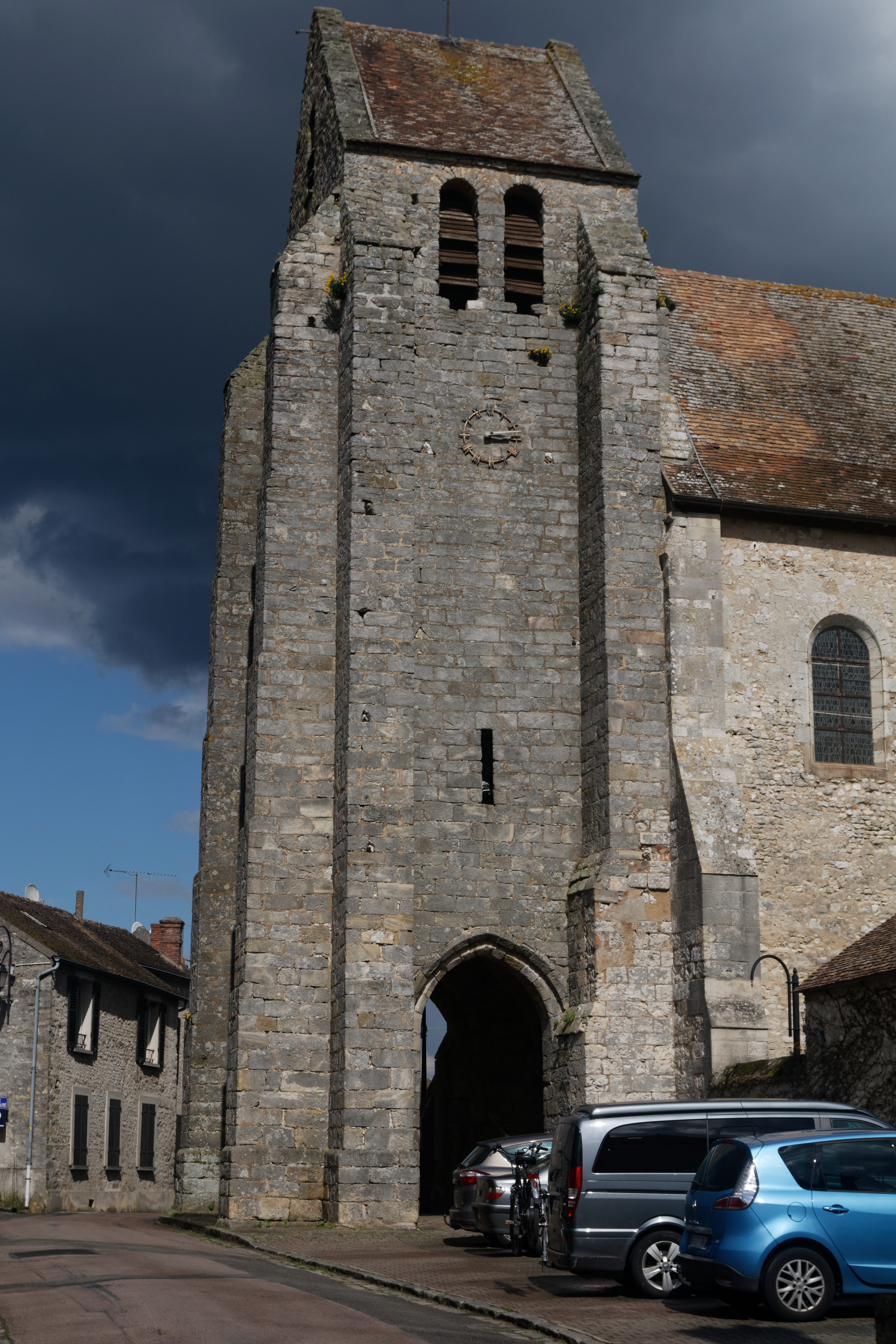
Kostel Panny Marie a svatého Vavřince

## Kolonie umělců

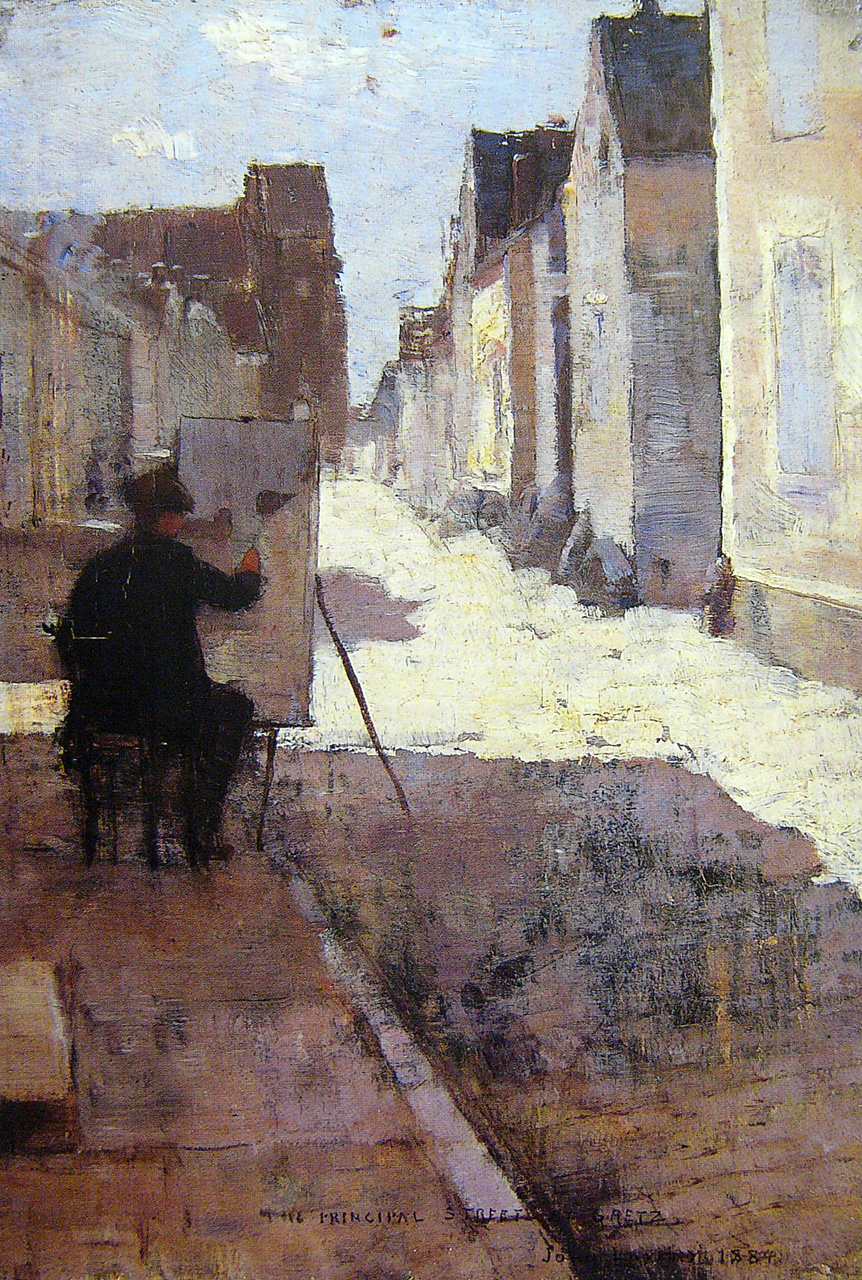
Hlavní ulice v Grezu od Johna Laveryho

Obec se nachází 70 km jižně od Paříže a žilo nebo pobývalo zde mnoho umělců a hudebníků. Malířka Fernande Sadlerová se stala starostkou a psala o zdejších umělcích.

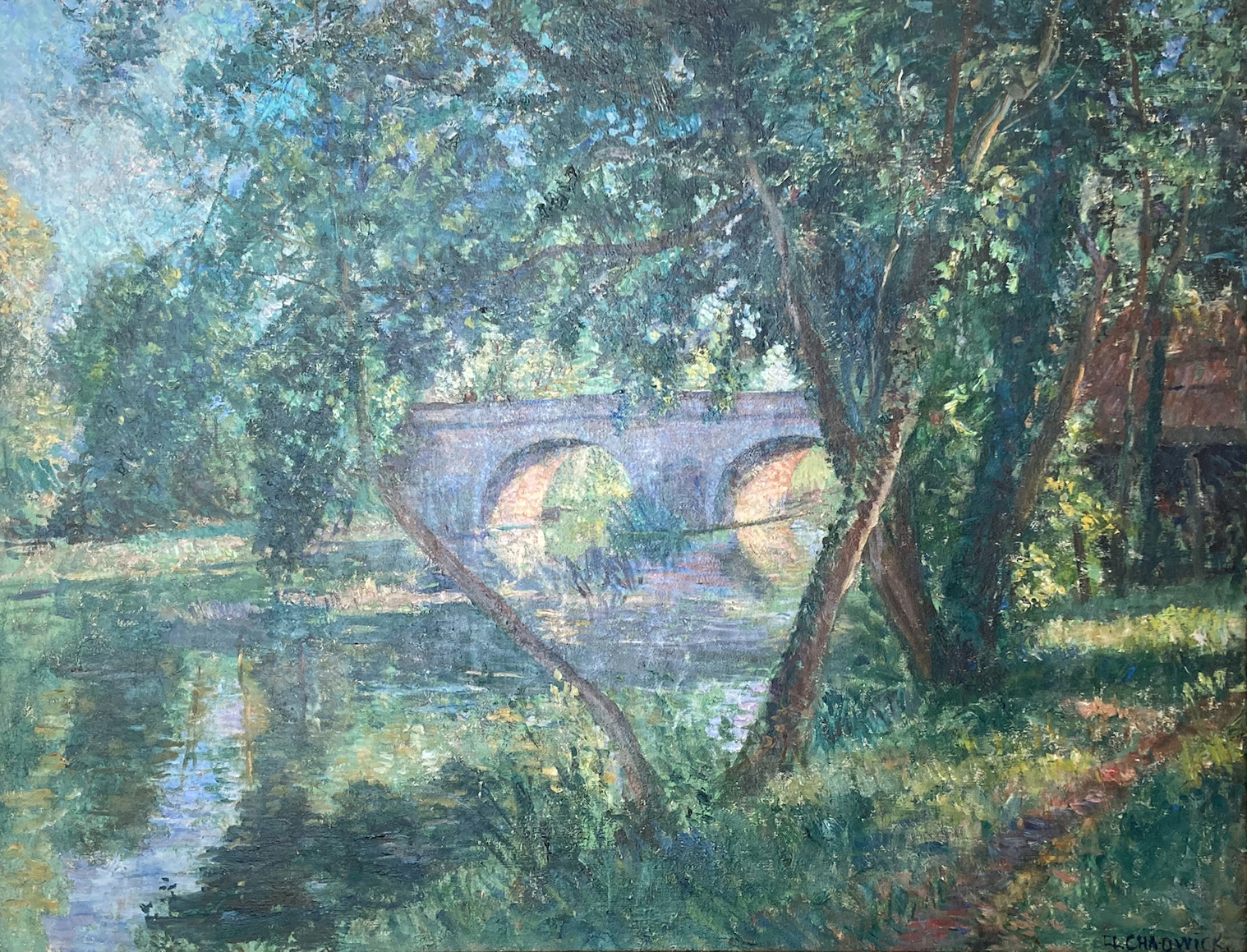
Starý most v Grez-sur-Loing od Emmy Löwstädt-Chadwickové (1855–1932)

Švédský umělec Carl Larsson potkal svou ženu Karin Bergöövou, když oba pobývali v Grezu. Mezi další patří irský umělec Frank O'Meara, švédští umělci Karl Nordström, Emma Chadwicková, Julia Becková a Bruno Liljefors, stejně jako spisovatel August Strindberg, dánští a norští členové skupiny Skagenští malíři a Robert Louis Stevenson. Grez je zobrazen na mnoha obrazech skupiny Glasgow Boys. V obci bydleli na přelomu 19. a 20. století.
Do Grez-sur-Loing se stěhovali také hudebníci. Žil zde anglický skladatel Frederick Delius, který zde nadiktoval řadu děl svému písaři Ericu Fenbymu. Jejich dům byl zobrazen v roce 1968 ve filmu Kena Russella Song of Summer. Delius zemřel v Grezu 10. června 1934. Americká sopranistka Loraine Wymanová zde strávila několik let počínaje rokem 1928 poté, co opustila pěveckou kariéru.